# 2337 Boubín
2337 Boubin eller 1976 UH1 är en asteroid i huvudbältet som upptäcktes den 22 oktober 1976 av den Schweiziska astronomen Paul Wild vid Observatorium Zimmerwald. Den har fått sitt namn efter berget Boubín i Tjeckien.
Asteroiden har en diameter på ungefär 8 kilometer och den tillhör asteroidgruppen Eunomia.